# Airport '77
Airport '77 is een Amerikaanse rampenfilm uit 1977 onder regie van Jerry Jameson. De film is het derde deel uit het Airport-reeks, met Airport (1970) en Airport 1975 (1974) als voorlopers en The Concorde ... Airport '79 (1979) als vervolg.

## Plot
Een luxe Boeing 747, in bezit van de machtige filantroop Philip Stevens, gaat de lucht in met alle welvarende passagiers aan boord. Onder de passagiers bevinden zich Nicholas St. Downs III en Emily Livingston, oude bekenden van elkaar, Karen Wallace, een kille vrouw met huwelijksproblemen en Lisa Stevens, de vervreemde dochter van Philip. Bob Chambers, de copiloot van Don Gallagher, is van plan om, samen met een aantal andere criminelen aan boord, het vliegtuig te kapen en met alle juwelen naar Zuid-Amerika te vluchten. Als er slaapgas wordt vrijgelaten, raken alle passagiers buiten bewustzijn.
Al Chambers' plannen gaan gesmeerd, totdat het vliegtuig terechtkomt in de Bermudadriehoek. Het vliegtuig crasht in het water en zinkt tot de bodem van de oceaan. Het is een zware landing, waarbij een aantal passagiers om het leven komen. Eenmaal bijgekomen zijn alle levende passagiers in grote paniek. Men realiseert zich al snel dat het zuurstof bijna op is en ze een plan moeten verzinnen om boven water te komen voordat ze stikken. Banker wordt aangesteld om alle schatten te beschermen, maar water dringt het vliegtuig binnen en hij verdrinkt. De tweede persoon om te overlijden na de crash is Wilson.
Hulp is onderweg, maar wordt in de verkeerde richting geleid. Philip en Joe Patroni doen er alles aan om het vliegtuig te vinden en ook de marine draagt zijn steentje bij. Gallagher komt al snel tot de conclusie dat ze er alleen voor staan en gaat samen met duiker Martin Wallace het vliegtuig uit in de hoop boven water te komen. Wallace komt hierbij te overlijden, maar Gallagher heeft succes en komt boven water. Daar wordt hij opgevangen door de marine, die vervolgens met ballonnen het vliegtuig boven water krijgen.
Eenmaal boven water worden alle passagiers geëvacueerd. Chambers komt onder een sofa terecht en overlijdt. Stewardess Eve Clayton, die zich vlak voor het vertrek van het vliegtuig heeft verloofd met Gallagher, wordt door het stromende water het vliegtuig weer ingetrokken, maar Gallagher redt haar eruit. Ze zijn de laatsten om geëvacueerd te worden, waarna het vliegtuig onder het water de diepte in verdwijnt.

## Rolbezetting
| Acteur              | Personage              |
| ------------------- | ---------------------- |
| Jack Lemmon         | Kapitein Don Gallagher |
| Lee Grant           | Karen Wallace          |
| Brenda Vaccaro      | Eve Clayton            |
| Joseph Cotten       | Nicholas St. Downs III |
| Olivia de Havilland | Emily Livingston       |
| James Stewart       | Philip Stevens         |
| George Kennedy      | Joe Patroni            |
| Darren McGavin      | Stan Buchek            |
| Christopher Lee     | Martin Wallace         |
| Robert Foxworth     | Bob Chambers           |
| Robert Hooks        | Eddie                  |
| Monte Markham       | Banker                 |
| Kathleen Quinlan    | Julie                  |
| Gil Gerard          | Frank Powers           |
| James Booth         | Ralph Crawford         |
| Monica Lewis        | Anne                   |
| Maidie Norman       | Dorothy                |
| Pamela Bellwood     | Lisa Stevens           |
| Arlene Golonka      | Mevrouw Jane Stern     |
| Tom Sullivan        | Steve                  |
| M. Emmet Walsh      | Dokter Williams        |
| Michael Pataki      | Wilson                 |
| George Furth        | Gerald Lucas           |
| Anthony Battaglia   | Benjy, Lisa's zoon     |
| Elizabeth Cheshire  | Bonnie Stern           |

## Productie
Alfred Hitchcock werd aanvankelijk overwogen om de film te regisseren, omdat hij eerder scènes met vliegtuigen had opgenomen in Foreign Correspondent (1940).
De rol van Emily Livingston werd in eerste instantie aangeboden aan Joan Crawford. Zij weigerde de rol, omdat ze Joel McCrea als haar tegenspeler wilde, ze slechts een week had om zich voor te bereiden en zelf voor de kleding moest zorgen. De rol werd vervolgens aangeboden aan Greer Garson, maar zij sloeg die af om televisiewerk te kunnen doen. Uiteindelijk werd Olivia de Havilland aangesteld.

## Prijzen en nominaties
| Jaar | Prijs          | Categorie            | Genomineerde(n)                    | Uitslag     |
| ---- | -------------- | -------------------- | ---------------------------------- | ----------- |
| 1978 | Academy Awards | Beste Kostuumontwerp | Edith Head, Burton Miller          | Genomineerd |
| 1978 | Academy Awards | Beste Art Direction  | George C. Webb, Mickey S. Michaels | Genomineerd |